# ISO 3166-2:AU
ISO 3166-2:AU is een ISO-standaard met betrekking tot de zogenaamde geocodes. Het is een subset van de ISO 3166-2 tabel, die specifiek betrekking heeft op Australië. 
De gegevens werden tot op 15 november 2016 geüpdatet op het ISO Online Browsing Platform (OBP). Hier worden 2 territoriums - territory (en) / territoire (fr) en 6 staten – state (en) / État (fr) gedefinieerd.
Volgens de eerste set, ISO 3166-1, staat AU voor het land, het tweede gedeelte is een twee- of drieletterige code.

## Codes
| Code   | Engelse naam                 | Categorie   |
| ------ | ---------------------------- | ----------- |
| AU-ACT | Australian Capital Territory | territorium |
| AU-NSW | New South Wales              | staat       |
| AU-NT  | Northern Territory           | territorium |
| AU-QLD | Queensland                   | staat       |
| AU-SA  | South Australia              | staat       |
| AU-TAS | Tasmania                     | staat       |
| AU-VIC | Victoria                     | staat       |
| AU-WA  | Western Australia            | staat       |

Noot: kleinere territoria onder het bestuur van de federale overheid, zoals Jervis Bay Territorium, Ashmore- en Cartiereilanden en Koraalzee-eilanden, hebben geen code toegewezen gekregen.